# Rivière à Paquet
Pour les articles homonymes, voir Paquet.
La rivière à Paquet coule dans la région administrative du Bas-Saint-Laurent, au Québec, au Canada, dans les municipalités régionales de comté de :
• MRC de La Mitis : municipalité Saint-Gabriel-de-Rimouski ;
• MRC de Rimouski-Neigette : municipalité de Saint-Anaclet-de-Lessard.
La "rivière à Paquet" est un affluent de la rive est de la rivière Neigette (La Mitis), laquelle coule jusqu'à la rive ouest de la rivière Mitis ; cette dernière coule vers le nord-ouest jusqu'au littoral sud-est du fleuve Saint-Laurent où elle se déverse à la hauteur de Sainte-Flavie et de Grand-Métis.

## Géographie
La rivière à Paquet prend sa source en zone agricole et forestière à 2,4 km au nord-ouest du centre du village de Saint-Gabriel-de-Rimouski, dans les monts Notre-Dame. Cette source est située à 16,7 km au sud-est du littoral sud-est du fleuve Saint-Laurent, à 3,0 km au sud du sommet du Mont Comi, à 2,3 km à l'est du sommet de la montagne Le Pain de sucre et au sud-ouest du lac Hallé.
À partir de sa source, la "rivière à Paquet" coule sur 15,2 km, répartis selon les segments suivants :
- 1,0 km d’abord vers le sud-est, dans la municipalité de Saint-Gabriel-de-Rimouski, jusqu'au chemin du Rang du nord-est ;
- 0,9 km vers le sud-ouest, jusqu'à la route des Rangs du nord, qu'elle coupe à 1,6 km au nord-ouest du centre du village de Saint-Gabriel-de-Rimouski ;
- 2,2 km vers le sud-ouest, jusqu'au chemin du Rang du nord-ouest ;
- 1,3 km vers l'ouest, jusqu'à la confluence du ruisseau Lebel (venant de l'est) ;
- 2,2 km vers l'ouest, jusqu'à la décharge du Lac à la Truite (venant du sud) ;
- 3,2 km vers le nord-ouest, jusqu'à la décharge d'un ruisseau (venant de l'est) ;
- 1,7 km vers le nord-ouest, jusqu'à la limite de la municipalité de Saint-Anaclet-de-Lessard ;
- 2,7 km vers le sud-ouest dans Saint-Anaclet-de-Lessard, jusqu'à sa confluence[2].

La rivière à Paquet se déverse sur la rive est de la rivière Neigette (La Mitis) à :
- 0,8 km au nord-ouest de la limite de la municipalité de Saint-Gabriel-de-Rimouski,
- 0,8 km au sud-est du pont routier reliant la route du Fourneau-à-Chaux avec le côté est de la rivière Neigette (La Mitis),
- 14,6 km au sud-est du littoral sud-est du fleuve Saint-Laurent.

## Toponymie
Le toponyme « rivière à Paquet » évoquerait le colon Joachim Paquet (ou un de ses descendants), ancêtre des familles du même nom, habitant cette zone de la région administrative du Bas-Saint-Laurent. Il s'était établi en squatter dans le canton de Fleuriau, à Saint-Gabriel-de-Rimouski, avec quatre de ses fils, soit Zéphirin, Joachim, Alexis et Guillaume Paquet. Finalement, les lots qu'ils occupaient déjà ont été concédés officiellement en 1859. Ce toponyme qui figure sur un plan du canton de Neigette de 1868, tracé d'après les travaux de l'arpenteur Duncan Stephen Ballantyne en 1852. Il est officialisé le 5 décembre 1968 à la Commission de toponymie du Québec.